# CPUID
In informatica, CPUID è un codice mnemonico assembly (derivato da CPU IDentification) corrispondente ad un'istruzione di linguaggio macchina dell'architettura x86 che permette al software di determinare il tipo di microprocessore e la presenza di caratteristiche specifiche (ad esempio la presenza dei set di istruzioni MMX o SSE).
L'istruzione CPUID è stata introdotta da Intel nel 1993 con il microprocessore Pentium. Prima della sua introduzione determinare il tipo di microprocessore non era un compito semplice e richiedeva sistemi abbastanza complessi per rilevare gli specifici comportamenti distintivi delle varie CPU.

## Utilizzo di CPUID
L'opcode corrispondente a CPUID è 0FA2h. L'utilizzo di questa istruzione non richiede parametri, perché viene usato implicitamente il contenuto del registro EAX. Per la prima chiamata a CPUID, EAX deve essere inizializzato a 0; in questo modo verrà restituito, nel medesimo registro, il valore di chiamata più alto supportato dalla CPU.